# Kunratice u Cvikova
Kunratice u Cvikova é uma comuna checa localizada na região de Liberec, distrito de Česká Lípa‎.